# Poha

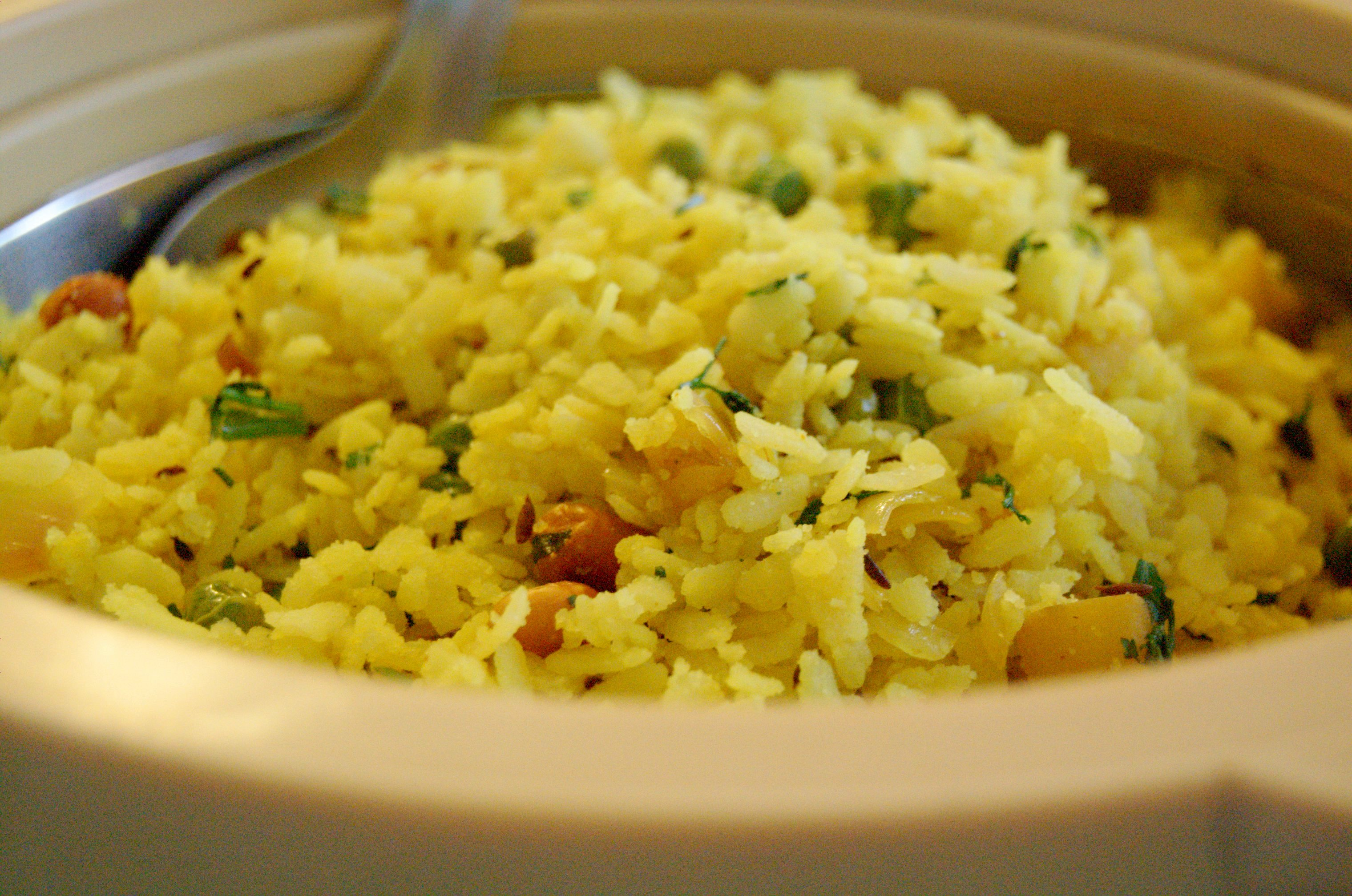
Poha cocinado.

El poha, también llamado arroz batido, arroz aplastado o arroz prensado, es un arroz sin cáscara que se aplasta hasta obtener copos ligeros, planos y secos. Estos copos de arroz se hinchan cuando se les añade líquido, tanto frío como caliente, absorbiendo agua, leche o cualquier otro. El grosor de estos copos oscila entre los que son casi traslúcidos (las variedades más caras) hasta los que son casi cuatro veces más gruesos que un grano de arroz normal.
Esta forma fácilmente digerible de arroz crudo es muy popular en Nepal, el este de la India y Bangladés, y se usa normalmente para preparar aperitivos o comida rápida ligera y sencilla en diversos estilos de cocina india, pudiendo consumirse algunos durante una semana o más. Se conoce por una variedad de nombres: poha o pauwa en hindi, pohe en maratí, chindé en bengalí, chira en asamés, phovu en konkaní, chudaa en oriya y partes de Bihar y Jharkhand, atukulu en telugú, bajeel o bajil en tulu, chudwey en urdu, aval en malabar y tamil, avalakki en canarés, pavva en guyaratí y chiura (चिउरा) en nepalí, bopurí y chatisgarí.
El arroz batido puede comerse crudo sumergiéndolo en agua o leche, con sal y azúcar al gusto, o ligeramente frito en aceite con frutos secos, pasas, cardamomo y otras especias. La variedad frita es un desayuno corriente en la región de Malvaa (alrededores de Indore), en Madhya Pradesh. Puede reconstituirse en agua caliente para obtener unas gachas o pasta, dependiendo de la proporción de líquido añadida. En los pueblos, especialmente en Chhattisgarh, el poha o chiura se come también crudo mezclado con jaggery.
El poha es también un plato preparado muy similar al puré de patatas instantáneo en uso y filosofía.

## Platos hechos con arroz aplastado
- Chindé'r pulao: Un aperitivo preparado sumergiendo los copos de arroz en agua fría, secándolos y preparándolo al estilo pilaf con frutos secos, pasas, pimienta negra, chile verde, y sal y azúcar al gusto. Es muy popular como desayuno o merienda en las casa, pudiendo no estar disponibles en tiendas o restaurantes.
- Chindé bheja: Se sumergen algunos copos en un cuenco de agua fría (normalmente), sazonado con zumo de lima, sal, azúcar y un poco de pimienta negra.
- Bajeel Ogarne: Condimentado con granos de mostaza, aceite de coco y guindilla.
- Arroz batido con cuajada: Arroz remojado en agua y tamizado, al que se añade cuajada con sal. Se toma preferiblemente con mango o limón encurtido.
- Kanda Pohe (Avalakki OggaraNe en canarés): Arroz remojado en agua y tamizado, con trocitos de patata hervida, cebolla, granos de mostaza, cúrcuma y guindilla. Se sirve caliente.
- Dadpe Pohe: Copos de arroz finos o medios mezclados con coco fresco, mango verde rallado, guindilla en polvo y cilantro. Se condimenta con sal y una tadka (mezcla frita) de aceite de cacahuete, granos de mostaza, cúrcuma y cebolla picada fina.
- Bajil dulce (Tipe Bajil en tulu): Poha mezclado con azúcar de palma y coco rallado.
- Khara Bajeel: Arroz machacado mezclado con guindilla molida, sal y coco. A veces se condimenta.
- Sajjige Bajeel: Mezcla de upma y Khara bajeel.
- Chudaa Dahi (Orissa): Mezcla de yogur, azúcar y arroz machacado.
- Aval Nanachathu (Kerala): Mezcla de coco rallado, azúcar, un poco de agua y poha. Se deja remojar de 2 a 3 para que el arroz se hinche.